# Silent Hill 3
Silent Hill 3 е третата видеоигра от поредицата Silent Hill на японската компания „Конами“. Играта излиза през 2003 г., две години след предходната Silent Hill 2 и е най-амбициозния проект от поредицата. Сюжетно Silent Hill 3 е свързана с Silent Hill 1, чието продължение е. Подобно на всички игри от поредицата е в жанр сървайвал хорър. Не се препоръчва за непълнолетни.

## Сюжет
Внимание:  Текстът по-долу разкрива сюжета на произведението (или части от него)!
Играта започва в лунапарк, където главната героиня Хедър се озовава посред нощ. В ръцете си държи нож. Очевидно не знае откъде се е взел той, нито какво прави тя тук. След като е атакувана от чудовищни създания, Хедър умира. Събуждайки се в заведение за бързо хранене, тя открива, че всичко е било просто лош сън. Докато говори с баща си от уличен телефон, забелязва странен човек който я следи. Той се представя като детектив Дъглас Картлант и твърди, че има да и казва нещо много важно. За да се спаси от натрапника, Хедър се затваря в женската тоалетна на търговския център. Тук започват странните неща. Вратата на тоалетната се оказва заключена и момичето може да излезе единствено през прозореца. Озовавайки се отново в търговския център, тя го заварва пуст и зловещо притихнал. Скоро Хедър се сблъсква със създания каращи я да мисли че отново сънува кошмар. Истината е обаче, че се е озовала в света на Сайлънт Хил. Какво я е привлякло тук, където никой не попада без причина? Оказва се, че Хедър е бебето което Хари Мейсън получава от Алеса в Silent Hill 1 и отглежда като свое дете. Сега демонът на града я привлича обратно, защото му е необходима. Наред с кошмарните създания Хедър се сблъсква и с лидерите на култа, Клаудия и Винсънт. Единственият и приятел е старият детектив, но в крайна сметка тя ще трябва да разчита главно на себе си.

## Финали
Докато в първите две игри за постигането на даден финал са от особено значение постъпките на главния герой, в Silent Hill 3 създателите са предпочели точкова система. За всеки убит противник се дават по 10 точки а за всяка степен загубено здраве по 1 точка. Ако Хедър прости на жената в изповедалнята печели 1000 точки. Крайният финал зависи от сбора на точките.
- Нормален (Normal) – Убивайки последния си враг, Хедър се връща в лунапарка при ранения детектив. В ръката си държи нож. Когато Картланд я пита дали всичко вече е приключило, тя отговаря, че не е защото той още е жив. Замахва с ножа към него, после се дръпва и се смее обяснявайки, че просто се шегува. Накрая виждаме Хедър на гроба на баща си. Звучи Hometown. За да бъде получен този финал сборът от точките не трябва да надхвърля 4000.
- Обсебване (Possessed) – Същото, но този път обсебената от демона на Сайлънт Хил Хедър наистина убива стария детектив. Финална мелодия – Hometown. За получаване на този завършек са необходими над 4000 точки.
- Отмъщение (Revenge) – Абсурден край, аналогичен на НЛО финалите от първата и втората игра. Връщайки се у дома си Хедър заварва баща си жив и здрав. Той пие чай в компанията на извънземни, а иззад завесата наднича Джеймс от Silent Hill 2. След като изслушва оплакванията на дъщеря си, Хари Мейсън се ядосва и заплашва Сайлънт Хил с отмъщение. Рояк летящи чинии атакува града и го разрушава. Финалната мелодия е шеговита песничка на японски, в която се говорят нелепици за съдбата на героите. Този завършек може да бъде получен ако в една игра Хедър успее да убие 333 чудовища. Тогава става достъпно специално оръжие (Heather beam), с което при нова игра трябва да бъдат убити 31 противника в който Хедър се прибира у дома си.

## Персонажи
- Хедър (Heather) – Седемнадесет годишно момиче, което винаги е смятало себе си за нормална тийнейджърка. Оказва се, че не е така. Името и е взето от актрисата Хедър Морис озвучила ролята.
- Дъглас Картланд (Douglas Cartland) – Възрастен частен детектив. Някога е бил полицай, но е напуснал службата си след като синът му е бил убит при опит да извърши обир на банка.
- Клаудия Улф (Claudia Wolf) – Жрица на култа към „Бога“ на Сайлънт Хил. Тя знае повече за миналото и отколкото самата Хедър.
- Отец Висънт (Father Vincent) – Млад мъж, уверяващ Хедър, че и е приятел. В същност лидер на култа към „Бога“, отговорен за събитията в Silent Hill и неговите трансформации. Директор и ръководител на сиропиталището поддържано от култа.(Silent Hill 4)

## Чудовища
- Двуглавия (Double Head) – Куче с раирана окраска в черно и бяло. Главата му е разцепена вертикално и с нея захапва.
- Затваряч (Closer) – Донякъде човекоподобен гигант чиято безформена глава завършва със смукало. Ръцете му прерастват в огромни бухалки, с които нанася удари. Много е тромав, но е силен. За Хедър е най-добре да пробяга покрай него, но това същество се среща обикновено на тесни пространства и прегражда пътя и, от където идва и името му. За пръв път Хедър го среща в търговския център, на няколко пъти ще си има работа с двойка от този вид.
- Махало (Pendulum) – Подобно е на огромен комар. Много е бърз и опасен.
- Вкочанено тяло (Numb Body) – Двукрако, нечовекоподобно същество, срещано в две разновидности — голямо и малко. Навярно най-слабия противник в играта.
- Психорак (Insane Cancer) – Подобен е на сумо борец покрит със струпеи и съсиреци. За пръв път се среща в метрото. Психоракът лежи по гръб на земята и при приближаване на жертвата се активира. Извънредно тромав но и мощен враг. Често Хедър може да го заобиколи и избегне сблъсък с него.
- Медицинска сестра (Nurse) – Задължителните за поредицата медицински сестри тук се срещат само в болницата. Освен с тръби в Silent Hill 3 те са въоръжени понякога с револвери. Когато са две или три са опасни.
- Мляскащия (Slurper) – Отчасти човек, отчасти къртица. Това същество пълзи по земята и хапе Хедър по краката.
- Стържещия (Scraper) – Хуманоид въоръжен с два инструмента подобни на ножове.
- Разцепен червей (Split Worm) – Това е първия „бос“, с който ще се сблъска Хедър. Огромният червей обитава подземие в търговския център. С хладно оръжие не може да бъде убит, но са му достатъчни 30 куршума от пистолет.
- Мисионер (Missionary) – Подобен на „Стържещия“. Героинята се среща с него на покрива на сградата в която живее. Чудовището е бързо, но не особено силно.
- Леонард (Leonard) – Има бегла прилика с човек. Обитава пълно с вода подземие в болницата. Опасен противник.
- Паметта на Алеса (Memory of Alessa) – Външно прилича на Хедър, но е с мръсни и окървавени дрехи и тяло. Напада последователно с нож, метална тръба, пистолет и автомат. Хедър трябва да я победи четири пъти.

## Графика и геймплей
Геймплеят на играта следва утвърдените традиции на жанра. Отчитайки недоволството на играчите от фиксираната видеокамера във втората игра, авторите са се върнали към подхода от Silent Hill 1. Нов предмет е защитната жилетка, която донякъде предпазва Хедър, но я прави по-бавна. Сред множеството достойнства на играта е необходимо да бъде отбелязано нейното графично оформление. Светлинните ефекти от фенерчето на Хедър, богатството на текстурите, детайлността на предметите и интериора, убедителността на движенията и мимиките на героите са впечатляващи. Поради факта, че е едно от малкото заглавия за времето си поддържащо като съществен елемент от графичното оформление DX 8.1 ефекти и технологии е сред първите задължително изискващи графичен ускорител с хардуеърна поддръжка на модули за обработка на комплексна светлосенъчна информация (advanced shading modules), не особено разпространени по време на издаването сред масовия потребител.

## Саундтрак
Музиката на Silent Hill 3, нерядко е определяна като най-добра в цялата поредица. За пръв път тук наред с инструменталните изпълнения се появяват и вокални. Те са изпълнени от Мери Елизабет Мак Глийн (с псевдоним Мелиса Уилямсън) и Джо Ромерса. Композитор отново е Акира Ямаока. Саундракът излиза в няколко варианта:
- Silent Hill 3 Original Soundtrack (OST) – Издаден през 2003 г. Включва 25 изпълнения с продължителност 71 минути. В японската версия – 26 с продължителност 76 минути.
- Silent Hill 3 Limited Edition Soundtrack (LE) – Излиза през 2003 г. Съдържа: "You're Not Here", "Breeze ~ In Monochrome Night", "Dance with Night Wind" и "Letter ~ From the Lost Days".
- Silent Hill 3 Special Mini Soundtrack – 2003 г. Съдържа: "You're Not Here", "Heads No1 (Unreleased)", "Breeze ~ In Monochrome Night", "Letter ~ From the Lost Days" и "Life (Unreleased)".

В допълнение към тези саундтракове, в мрежата са достъпни още два саундтрака, съдържащи неиздавани изпълнения които са били достъпни единствено по време на игра или алтернативни версии на вече издавани композиции и са записвани от феновете на поредицата.
- Silent Hill 3 Complete Soundtrack (CST) – Издаден през 2004 г. Състои се от 47 изпълнения с продължителност 1 час и 18 минути. (Автор: SecorKaffee)
- Silent Hill 3 Complete Soundtrack (CST) – Издаден през 2006 г. Състои се от 47 изпълнения с продължителност 1 час и 22 минути. (Автор: MEMDB)

Silent Hill 3 Original Soundtrack (OST) (Версия за Япония)
1. Lost Carol (0:37)
2. You're Not Here (1:26)
3. Float Up from Dream (1:22)
4. End of Small Sanctuary (1:42)
5. Breeze — in Monochrome Night (4:14)
6. Sickness Unto Foolish Death (3:06)
7. Clockwork Little Happiness (3:24)
8. Please Love Me... Once More (1:54)
9. A Stray Child (5:28)
10. Innocent Moon (1:38)
11. Maternal Heart (3:02)
12. Letter — from The Lost Days (3:54)
13. Dance With Night Wind (5:21)
14. Never Forgive Me, Never Forget Me (2:19)
15. Prayer (1:40)
16. Walk on Vanity Ruins (2:44)
17. I Want Love (2:45)
18. Heads No. 2 (4:29)
19. Memory of The Waters (1:46)
20. Rain of Brass Petals (3:39)
21. Flower Crown of Poppy (2:13)
22. Sun (1:47)
23. Uneternal Sleep (1:00)
24. Hometown (3:09)
25. I Want Love (Studio Mix) (4:40)
26. Rain of Brass Petals (Three Voices Edit) (5:01)

## Създатели
- Сценарист – Хироюки Оуаки
- Режисьор – Казаиде Наказава
- Главен художник- Масахиро Ито
- Композитор – Акира Ямаока
- Звукови ефекти – Акира Ямаока
- Виртуални ефекти – Масахиро Ито, Морио Кишида
- Аниматори – Минако Асано, Сачико Шугавара, Шинго Юри

## Минимални системни изисквания
- Операционна система: Windows XP
- Процесор: Pentium III 1 GHz
- Оперативна памет: 256 MB
- Свободно пространство на твърдия диск: 4700 MB
- Видеопамет: 32 MB DX 8.1 Hardware Support

## Български превод
През месец юли 2007 г. е издаден неофициален пач, превеждащ играта изцяло на български.
Български превод на Silent Hill 3.
Статия в PC Mania.